# Recopa d'Europa de waterpolo masculina
La Recopa d'Europa de waterpolo (en anglès: LEN Cup Winners' Cup) fou una competició de waterpolo de clubs europeus, creada la temporada 1974-75. De caràcter anual, estava organitzada per la Lliga Europea de Natació. Hi participaven els equips campions de Copa de cadascuna de les lligues europees. Es disputava en format d'eliminació directa a doble partit, classificant-se l'equip amb més nombre de gols. L'equip campió era considerat campió de la Recopa i tenia el dret a participar en la final de la Supercopa d'Europa de la temporada següent contra el campió de la Copa d'Europa. Al final de la temporada 2002-03, la competició va fusionar-se amb l'Eurolliga de la LEN.
A nivell esportiu, les tretze primeres edicions foren dominades per equips soviètics i iugoslaus. A partir de la temporada 1987-88, els clubs italians trencaren aquest domini i s'imposaren en diverses edicions de la competició, destacant l'AS Waterpolis Pescara amb tres (1990. 1993. 1994). Tanmateix, el Ferencvárosi hongarès amb quatre títols (1975, 1978, 1980, 1998) , és el club que ha guanyat més vegades la Recopa. El Club Natació Catalunya fou l'únic club català que va aconseguir guanyar-la la temporada 1991-92.

## Historial
| En negreta = Equip guanyador (1) = Nombres de títols 1-1 = Marcador campió-subcampió (pro.) = Prórroga (p.) = Penaltis Nota. Noms dels equips segons l'època |

| Edició | Temporada | Guanyador                 | Resultat    | Finalista              | Seu                   | refs        |
| ------ | --------- | ------------------------- | ----------- | ---------------------- | --------------------- | ----------- |
| I      | 1974-75   | Ferencvárosi TC (1)       | lligueta    | Zian                   | N/D                   |             |
| II     | 1975-76   | HAVK Mladost (1)          | lligueta    | Orvosegyetem           | N/D                   |             |
| III    | 1976-77   | MGU Moscou (1)            | lligueta    | VK Primorje            | N/D                   |             |
| IV     | 1977-78   | Ferencvárosi TC (2)       | lligueta    | VK Primorac            | N/D                   |             |
| V      | 1978-79   | Korčulanski PK (2)        | lligueta    | Ferencvárosi TC        | N/D                   |             |
| VI     | 1979-80   | Ferencvárosi TC (3)       | lligueta    | POŠK                   | N/D                   |             |
| VII    | 1980-81   | CSKA Moscou (1)           | lligueta    | Budapest Honvéd SE     | N/D                   |             |
| VIII   | 1981-82   | POŠK (1)                  | lligueta    | Crișul Oradea          | N/D                   |             |
| IX     | 1982-83   | CSKA Moscou (2)           | 11-8 / 11-6 | CN Montjuïc            | Barcelona / Moscú     | [ 3 ]       |
| X      | 1983-84   | POŠK (2)                  |             | Budapest Vasutas SC    |                       |             |
| XI     | 1984-85   | Dinamo Moscou (1)         |             | Jug Dubrovnik          |                       |             |
| XII    | 1985-86   | Vasas SC (1)              |             | Dinamo Bucarest        |                       |             |
| XIII   | 1986-87   | VK Mornar (1)             | 4-4 / 6-4   | CN Catalunya           | Barcelona / Split     | [ 4 ] [ 5 ] |
| XIV    | 1987-88   | CN Posillipo (1)          |             | Jug Dubrovnik          |                       |             |
| XV     | 1988-89   | RN Arenzano               |             | Spartacus              |                       |             |
| XVI    | 1989-90   | AS Waterpolis Pescara (1) |             | Dinamo Moscou          |                       |             |
| XVII   | 1990-91   | VK Partizan (1)           |             | Alphen                 |                       |             |
| XVIII  | 1991-92   | CN Catalunya (1)          | 13-9 / 8-5  | Unigraf Volturno SC    | Barcelona / Caserta   | [ 6 ] [ 7 ] |
| XIX    | 1992-93   | AS Waterpolis Pescara (2) |             | Hohenlimburg           |                       |             |
| XX     | 1993-94   | AS Waterpolis Pescara (3) | 9-8 / 9-6   | CE Mediterrani         | Barcelona / Pescara   | [ 8 ]       |
| XXI    | 1994-95   | Vasas SC (2)              |             | AS Waterpolis Pescara  |                       |             |
| XXII   | 1995-96   | AS Racing Roma (1)        |             | Budapesti Vasutas SC   |                       |             |
| XXIII  | 1996-97   | NO Vouliagmeni (1)        |             | AS Racing Roma         |                       |             |
| XXIV   | 1997-98   | Ferencvárosi TC (4)       |             | Olympiakos SFP         |                       |             |
| XXV    | 1998-99   | HAVK Mladost (2)          |             | Olympiakos SFP         |                       |             |
| XXVI   | 1999-00   | Dinamo Moscou (2)         |             | RN Florentia           |                       |             |
| XXVII  | 2000-01   | RN Florentia (1)          | 11-5 / 5-8  | CN Atlètic Barceloneta | Florència / Barcelona | [ 9 ]       |
| XXVIII | 2001-02   | Vasas SC (3)              | 6-3 / 7-5   | HAVK Mladost           | Budapest / Zagreb     |             |
| XXIX   | 2002-03   | CN Posillipo (2)          | 10-10 / 4-3 | Vasas SC               | Budapest / Nàpols     |             |

## Palmarès
| Equip                             | Campió | Subcampió | Finals | Anys campió                        | Anys subcampió   |
| --------------------------------- | ------ | --------- | ------ | ---------------------------------- | ---------------- |
| Ferencvárosi Torna Club           | 4      | 1         | 5      | 1974-75, 1977-78, 1979-80, 1997-98 | 1978-79          |
| AS Waterpolis Pescara             | 3      | 1         | 4      | 1989-90, 1992-93, 1993-94          | 1994-95          |
| Vasas Sport Club                  | 3      | 1         | 4      | 1985-86, 1994-95, 2001-02          | 2002-03          |
| POŠK                              | 2      | 1         | 3      | 1981-82, 1983-84                   | 1979-80          |
| Dinamo Moscou                     | 2      | 1         | 3      | 1984-85, 1999-00                   | 1989-90          |
| HAVK Mladost                      | 2      | 1         | 3      | 1975-76, 1998-99                   | 2001-02          |
| CSK VMF Moscou                    | 2      | 0         | 2      | 1980-81, 1982-83                   | —                |
| Circolo Nautico Posillipo         | 2      | 0         | 2      | 1987-88, 2002-03                   | —                |
| Club Natació Catalunya            | 1      | 1         | 2      | 1991-92                            | 1986-87          |
| AS Racing Roma                    | 1      | 1         | 2      | 1995-96                            | 1996-97          |
| Rari Nantes Florentia             | 1      | 1         | 2      | 2000-01                            | 1999-00          |
| MGU Moscou                        | 1      | 0         | 1      | 1976-77                            | —                |
| Korculanski Plivacki klub Korcula | 1      | 0         | 1      | 1978-79                            | —                |
| Vaterpolski klub Mornar           | 1      | 0         | 1      | 1986-87                            | —                |
| Rari Nantes Arenzano              | 1      | 0         | 1      | 1988-89                            | —                |
| Vaterpolo klub Partizan           | 1      | 0         | 1      | 1990-91                            | —                |
| Naftikós Ómilos Vouliagménis      | 1      | 0         | 1      | 1996-97                            | —                |
| Vaterpolski klub Jug              | 0      | 2         | 2      | —                                  | 1984-85, 1987-88 |
| Budapest Vasutas Sport Club       | 0      | 2         | 2      | —                                  | 1983-84, 1995-96 |
| Olympiakos SFP                    | 0      | 2         | 2      | —                                  | 1997-98, 1998-99 |